# 青山恭子
青山 恭子（あおやま きょうこ、1972年11月3日 - ）は、日本の女性ファッションモデルである。石川県出身。フロント所属。

## 略歴
1992年に大阪でモデルデビューし、1995年に上京した。
1999年4月号から12月号まで『Oggi』の表紙モデル務め、2001年3月号から2002年2月号まで『CLASSY.』の表紙モデルを務めた。
約10年のブランクを経て、2016年にモデル復帰した。

## 出演

### CM
- サントリー - "ザ・カクテルバー トロピカルチチ,ギフト,バイオレットフィズ,ピーチベリーニ"
- カルビー - "チャイブの香りのポテトチップス"
- アキレス - "エコー"
- コーセーコスメポート - "キャリノ"
- 大塚製薬 - "カロリーメイトスティック"
- アサヒビール - "Will Be Free"
- JR東日本 - "VIEWカード"
- JR東日本 - "ski ski 1996年"
- カルピス - "evian"
- ニベア花王 "スキンボディケアミルク"
- ニベア花王 "エクスケア"
- NTT移動通信網 - "iモード"
- 紅茶花伝（日本コカ・コーラが扱う商品のひとつ） - "アイスピーチティー"
- 藤沢薬品工業（現在は第一三共ヘルスケア） - "サリドンA"
- ソニー "バイオL PCV-L720/BP"

### 雑誌
- Oggi（1995年 - ）
- CLASSY.（1995年 - ）
- STORY（2016年 - ）[2]